# Словачка на Светском првенству у атлетици у дворани 2016.
Словачка је учествовала  на 16. Светском првенству у атлетици у дворани 2016. одржаном у Портланду од 17. до 20. марта. У свом тринаестом учешћу на светским првенствима у дворани, делегацију Словачке представљало је двоје такмичара (1 мушкарац и 1 жена), који су се такмичили у две дисциплине.,
На овом првенству Словачка није освојила ниједну медаљу. У табели успешности према броју и пласману такмичара који су учествовали у финалним такмичењима (првих 8 такмичара) Словачка је са једним учесником у финалу делила 40. место са 3 бода.
| Плас. | Земља    | 1. место | 2. место | 3. место | 4. место | 5. место | 6. место | 7. место | 8. место | Бр. финал. | Бод. |
| ----- | -------- | -------- | -------- | -------- | -------- | -------- | -------- | -------- | -------- | ---------- | ---- |
| =40.  | Словачка | 0        | 0        | 0        | 0        | 0        | 1        | 0        | 0        | 1          | 3    |

Није било националних и личних рекорда, а оборен је један најбољи лични резултат сезоне.

## Учесници
| Мушкарци: - Јан Волко — 60 м | Жене: - Ивета Путалова — 400 м |  |

## Резултати

### Мушкарци
| Атлетичар | Дисциплина | Лични рекорд | Квалификација | Квалификација | Полуфинале           | Полуфинале           | Финале               | Финале       | Детаљи |
| Атлетичар | Дисциплина | Лични рекорд | Резултат      | Место         | Резултат             | Место                | Резултат             | Место        | Детаљи |
| --------- | ---------- | ------------ | ------------- | ------------- | -------------------- | -------------------- | -------------------- | ------------ | ------ |
| Јан Волко | 60 м       | 6,70         | 6,80          | 6. у гр. 1    | Није се квалификовао | Није се квалификовао | Није се квалификовао | 35 / 53 (56) |        |

### Жене
| Атлетичарка    | Дисциплина | Лични рекорд | Квалификација | Квалификација | Квалификација | Квалификација | Финале   | Финале      | Детаљи |
| Атлетичарка    | Дисциплина | Лични рекорд | Резултат      | Место         | Резултат      | Место         | Резултат | Место       | Детаљи |
| -------------- | ---------- | ------------ | ------------- | ------------- | ------------- | ------------- | -------- | ----------- | ------ |
| Ивета Путалова | 400 м      | 52,84 НР     | 54,53         | 2 у гр. 3 КВ  | 53,13 ЛРС     | 3. у гр. 1    | 54,39    | 6 / 16 {19} |        |